# (10526) Ginkogino
(10526) Ginkogino est un astéroïde de la ceinture principale.

## Description
(10526) Ginkogino est un astéroïde de la ceinture principale. Il fut découvert le 19 octobre 1990 à Okutama par Tsutomu Hioki et Shuji Hayakawa. Il présente une orbite caractérisée par un demi-grand axe de 2,26 UA, une excentricité de 0,17 et une inclinaison de 4,2° par rapport à l'écliptique.
L'astéroïde est nommé en l'honneur de Ginko Ogino.

## Compléments